# 엘토투모산

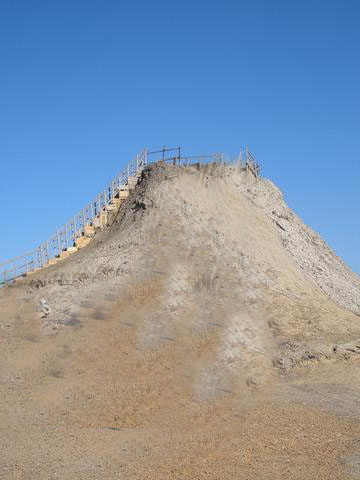

엘토투모산(El Totumo)은 남아메리카 콜롬비아 북부에 위치한 진흙 화산이다. 이곳은 높이 15m로, 매일 많은 사람들이 온천욕을 하기 위해 이곳을 찾는다. 분화구에는 진흙이 있는데, 깊은 곳에서 올라온다. 그렇지만 사람들은 가라앉지 않는다. 이 진흙 화산은 콜롬비아에서 유일하게 진흙 목욕을 할 수 있는 곳으로 거듭났다.